# Московський метрополітен
Моско́вський метрополіте́н (рос. Московский метрополитен) — система ліній метрополітену у Москві.

## Історія
Московський  метрополітен відкритий 15 травня 1935 року, проте його  історія починається ще з 1870-х років XIX століття. Тоді вперше 
було запропоновано створити позавуличний транспорт, але надалі  пропозицій справи так і не дійшли.
15 травня 1902 року інженер Петро Балінський та його співавтор Євген  Кнорре надали на ім'я московського генерал-губернатора доповідну записку, якій було запропоновано створити у Москві «міську залізницю великої швидкості позавуличного руху». До цього були ще інші проєкти, але в цей час у авторів вперше була нагода широко представити свій проєкт та досягти обговорення його у міській Думі. Незважаючи на такий успіх, після бурхливих обговорень проєкту у міській Думі, була ухвалена  невтішна резолюція: «Господам Кнорре і Балінському в їх посяганнях відмовити...».
Чимало станціям метрополітену змінювались їхні назви, деяким — декілька разів. Метрополітен спочатку носив ім'я Лазара Кагановича. З 1955 року метрополітену присвоєно ім'я Володимира Леніна. 6 вересня 1947 року метрополітен нагороджений орденом Леніна «за зразкову організацію роботи з перевезення населення та успішне освоєння нової техніки», а 1985 року метрополітену нагороджений орден Трудового Червоного Прапора «за успішне виконання планів перевезення пасажирів». З 1992 року транспортна система переважно іменується стисло — Московський метрополітен.

## Короткий опис мережі
Система включає 16 ліній, загальна протяжність — 449 км, на яких розташовані 258 станцій. 31 грудня 2020 року відкрита станція «Електрозаводська». Ще дві станцій ВКЛ («Народне ополчення» та «Мньовники») відкриті 1 квітня 2021 року. 7 грудня 2021 року відкриті ще 10 станцій Великої кільцевої лінії від «Мньовников» до «Каховської». Велика кільцева лінія — найдовша лінія Московського метрополітену, якою здійснюється круговий рух та існує  вилкове відгалуження від станції «Хорошівська» до «Ділового центру», яке в перспективі перетвориться на перегін «Шелепіха» — «Діловий центр» Рублево-Архангельської лінії, що будується, і службову сполучну лініїю «Хорошівська» — «Шелепіха» у зв'язку з чим буде тимчасово закрито, терміни не називаються, є найбільшим у світі реалізованим проєктом у метробудівній галузі, після відкриття стала найдовшою кільцевою лінією метро у світі, випередивши за цим показником лінію № 10 Пекінського метрополітену завдовжки 57,1 км, на якій розташовано 31 станція, відкриття останніх 9 станцій ВКЛ, розташованих на північній та південно-східній ділянках, відбулося 1 березня 2023 року. На п'яти станціях лінії тестується технологія 5G.
На схемах метрополітену позначається бірюзовим кольором та номером Велика кільцева лінія для основного маршруту та Велика кільцева лінія — від «Савєловської» до «Ділового центру».
На лінії передбачається використовувати системи автоведення. У планах влади Москви відкрити до 2025 року 30 нових станцій. Сюди входять відкриття Комунарської лінії, а також початок робіт Бірюльовскої та Рублево-Архангельської ліній.
До складу метрополітену входить монорейкова лінія. У звичайний робочий день пасажири здійснюють 9,538 млн поїздок (дані річного звіту за 2007 рік), у середній календарний день — 7,82 млн поїздок. Усім лініям привласнені назви і короткі позначення, які для всіх ліній є порядковим номером. Кільцева лінія сполучає всі останні лінії, окрім Бутовської, Некрасовської та Солнцевської.
Велика частина ліній і станцій підземні, проте є й винятки. Так, Філівська лінія має довгу наземну ділянку від станції «Студентська» до станції «Кунцевська» з 7 наземними станціями, а також відкритий метроміст між станціями «Смоленська» та «Київська». Бутовська лінія легкого метро на 2/3 пролягає на поверхні, єдині підземні станції на ній — «Вулиця Старокачаловська» та «Лісопаркова». Наземні ділянки також існують на Тагансько-Краснопресненській (наземна станція «Вихіно» та частина перегону «Текстильщики» — «Волгоградський проспект»), на Арбатсько-Покровській (наземні станції «Ізмайловська» й «Кунцевска» та частина перегонів, що прилучаються до них) лініях. Окрім згаданого Смоленського метромосту Філівської лінії, є метромости через річку Яуза на Сокольницькій лінії (між «Преображенською площею» та «Сокольниками»), на Замоскворіцькій (між «Автозаводською» і «Коломенською»), та найвідоміший — критий метроміст, на нижньому ярусі якого розташована станція «Воробйові гори» (побудований у 1958 році, з 1983 по 2001 рік перебував на реконструкції).
Спуск на підземні станції метрополітену і підйом на надземні здійснюється ескалаторами й сходовими маршами. Ескалатори переважно однопролітні, три- або чотириниткові. На станціях Бутовської лінії, «Строгіно», «Кунцевська», «Слов'янський бульвар» побудовані ліфти для осіб з обмеженнями опорно-рухової системи, а на станціях «Алтуф'єво» й «Строгіно» на сходах для їхньої зручності встановлений спеціальний пересувний пандус.
Чимало старих станцій мають свої власні наземні вестибюлі, проте за часів активного розвитку мережі метрополітену їхнє будівництво було визнане економічно і практично недоцільним, тож станції почали будувати з підземними вестибюлями, найчастіше суміщеними з підземними  пішохідними переходами.
У Московському метрополітені експлуатується рухомий склад трьох поколінь, й наразі триває активне оновлення парку вагонів, зокрема — старі і такі, що відслужили термін експлуатації, списуються, менш старі модернізуються, а також інтенсивно закуповуються новий рухомий склад.

## Лінії метрополітену
| Назва лінії                  | № / колір | Російською                    | Введення в експлуатацію | Довжина  | Кількість станцій |
| ---------------------------- | --------- | ----------------------------- | ----------------------- | -------- | ----------------- |
| Сокольницька                 |           | Сокольническая                | 1935                    | 44,1 км  | 26                |
| Замоскворіцька               |           | Замоскворецкая                | 1938                    | 42,9 км  | 24                |
| Арбатсько-Покровська         |           | Арбатско-Покровская           | 1938                    | 45,5 км  | 22                |
| Філівська                    |           | Филёвская                     | 1958                    | 14,9 км  | 13                |
| Кільцева                     |           | Кольцевая                     | 1950                    | 19,4 км  | 12                |
| Калузько-Ризька              |           | Калужско-Рижская              | 1958                    | 37,8 км  | 24                |
| Тагансько-Краснопресненська  |           | Таганско-Краснопресненская    | 1966                    | 42 км    | 23                |
| Калінінсько-Солнцевська      |           | Калининско-Солнцевская        | 1979                    | 27 км    | 19                |
| Серпуховсько-Тимірязєвська   |           | Серпуховско-Тимирязевская     | 1983                    | 41,2 км  | 25                |
| Люблінсько-Дмитровська       |           | Люблинско-Дмитровская         | 1995                    | 38,3 км  | 26                |
| Велика кільцева              |           | Большая кольцевая             | 2018                    | 70 км    | 31                |
| Бутовська                    |           | Бутовская                     | 2003                    | 10,0 км  | 7                 |
| Монорейкова                  |           | Монорельс                     | 2004                    | 4,7 км   | (6)               |
| Московське центральне кільце |           | Московское центральное кольцо | 2016                    | 54,0 км  | (31)              |
| Некрасовська                 |           | Некрасовская линия            | 2019                    | 19,6 км  | 8                 |
| Троїцька                     |           | Троицкая линия                | 2024                    | 7,5 км   | 7                 |
| Всього:                      | Всього:   | Всього:                       | Всього:                 | 476,1 км | 265               |
|                              |           |                               |                         |          |                   |

## Електродепо
| Діючі електродепо     | Дата відкриття   | Лінії                                | Вагони                                                                     | Координати                                                        |
| --------------------- | ---------------- | ------------------------------------ | -------------------------------------------------------------------------- | ----------------------------------------------------------------- |
| ТЧ-1 «Північне»       | 26 квітня 1935   | Сокольницька                         | 81-717/714, 81-717.5М/714.5М, 81-717.5А/714.5А                             | 55°46′52″ пн. ш. 37°39′32″ сх. д. / 55.781° пн. ш. 37.659° сх. д. |
| ТЧ-2 «Сокіл»          | 10 вересня 1938  | Замоскворіцька лінія                 | 81-717/714, 81-717.5/714.5, 81-717/714РУ2, 81-717.5М/714.5М                | 55°48′43″ пн. ш. 37°30′43″ сх. д. / 55.812° пн. ш. 37.512° сх. д. |
| ТЧ-3 «Ізмайлово»      | 14 січня 1950    | Арбатсько-Покровська                 | 81-740.1/741.1, 81-740.4/741.4.                                            | 55°47′20″ пн. ш. 37°46′23″ сх. д. / 55.789° пн. ш. 37.773° сх. д. |
| ТЧ-4 «Красна Пресня»  | 1 квітня 1954    | Кільцева                             | 81-740.4/741.4                                                             | 55°46′05″ пн. ш. 37°33′43″ сх. д. / 55.768° пн. ш. 37.562° сх. д. |
| ТЧ-5 «Калузьке»       | 13 жовтня 1962   | Калузько-Ризька                      | 81-717/714, 81-717.5/714.5, 81-717/714РУ2                                  | 55°39′36″ пн. ш. 37°32′46″ сх. д. / 55.660° пн. ш. 37.546° сх. д. |
| ТЧ-6 «Планерне»       | 28 грудня 1975   | Тагансько-Краснопресненська          | 81-765/766/767, Еж3/Ем-508Т                                                | 55°52′05″ пн. ш. 37°26′10″ сх. д. / 55.868° пн. ш. 37.436° сх. д. |
| ТЧ-7 «Замоскворіцьке» | 10 липня 1969    | Замоскворіцька                       | 81-717/714, 81-717.5/714.5, 81-717.5М/714.5М                               | 55°38′42″ пн. ш. 37°37′19″ сх. д. / 55.645° пн. ш. 37.622° сх. д. |
| ТЧ-8 «Варшавське»     | 4 листопада 1983 | Серпуховсько-Тимірязєвська Бутовська | 81-740/741, 81-740А/741А, 81-740.1/741.1, 81-740.4/741.4, 81-760/761       | 55°38′13″ пн. ш. 37°37′19″ сх. д. / 55.637° пн. ш. 37.622° сх. д. |
| ТЧ-9 «Філі»           | 01 січня 1962    | Філівська                            | 81-765.2/766.2/767.2                                                       | 55°44′42″ пн. ш. 37°30′11″ сх. д. / 55.745° пн. ш. 37.503° сх. д. |
| ТЧ-10 Свіблово        | 30 вересня 1978  | Калузько-Ризька                      | 81-717.5/714.5, 81-717.5M/714.5M, 81-765/766/767, 81-765.3/766.3/767.3     | 55°51′36″ пн. ш. 37°39′11″ сх. д. / 55.860° пн. ш. 37.653° сх. д. |
| ТЧ-11 Вихіно          | 31 грудня 1966   | Тагансько-Краснопресненська          | 81-765/766/767                                                             | 55°42′40″ пн. ш. 37°49′44″ сх. д. / 55.711° пн. ш. 37.829° сх. д. |
| ТЧ-12 Новогіреєво     | 30 грудня 1979   | Калінінська                          | 81-760/761                                                                 | 55°44′56″ пн. ш. 37°50′10″ сх. д. / 55.749° пн. ш. 37.836° сх. д. |
| ТЧ-13 Черкізово       | 24 червня 1990   | Сокольницька                         | 81-717.5М/714.5М, 81-765.4/766.4/767.4                                     | 55°48′29″ пн. ш. 37°44′20″ сх. д. / 55.808° пн. ш. 37.739° сх. д. |
| ТЧ-14 Владикіно       | 01 березня 1991  | Серпуховсько-Тимірязєвська           | 81-760/761                                                                 | 55°51′00″ пн. ш. 37°36′40″ сх. д. / 55.850° пн. ш. 37.611° сх. д. |
| ТЧ-15 Печатники       | 28 грудня 1995   | Люблінсько-Дмитрівська               | 81-717.5/714.5, 81-717.5М/714.5М, 81-717.6/714.6                           | 55°42′00″ пн. ш. 37°43′05″ сх. д. / 55.700° пн. ш. 37.718° сх. д. |
| ТЧ-16 Митіно          | 24 грудня 2016   | Арбатсько-Покровська                 | 81-740.1/741.1                                                             | 55°51′47″ пн. ш. 37°21′43″ сх. д. / 55.863° пн. ш. 37.362° сх. д. |
| ТЧ-17 Братєєво        | 15 січня 2014    | Замоскворіцька                       | 81-717/714, 81-717.5/714.5, 81-717.5М/714.5М з депо Сокіл и Замоскворіцьке | 55°37′34″ пн. ш. 37°46′12″ сх. д. / 55.626° пн. ш. 37.770° сх. д. |
| ТЧ-18 Солнцево        | 30 серпня 2018   | Солнцевська                          | 81-760/761, 765.3/766.3/767.3, 765.4/766.4/767.4                           |                                                                   |
| ТЧ-19 Лихобори        | 11 червня 2018   | Люблінсько-Дмитрівська               | 81-717.5/714.5, 81-717.5М/714.5М                                           |                                                                   |
| ТЧ-20 Рудньово        | 3 червня 2019    | Некрасовська                         | 765.4/766.4/767.4, 81-765/766/767                                          |                                                                   |
| ТЧ-21 Нижньогородське | 20 лютого 2023   | Велика кільцева                      |                                                                            |                                                                   |

Крім того, заплановано введення в експлуатацію електродепо «Південне» («Братєєво-2») біля електродепо ТЧ-17 «Братєєво», для Замоскворіцької лінії.

## Галерея

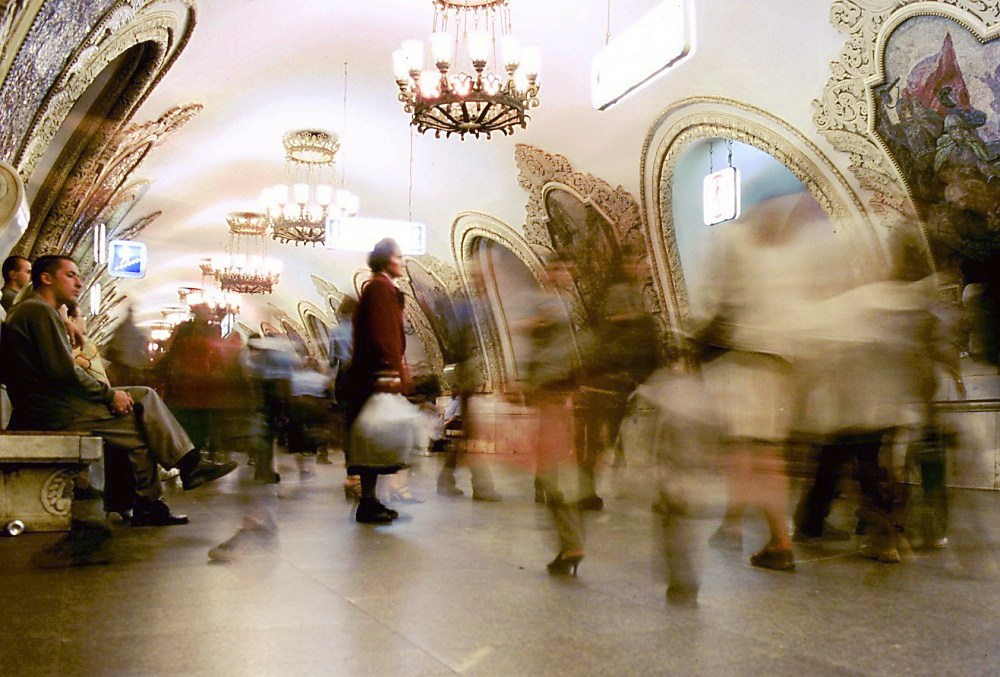
Станція «Київська»
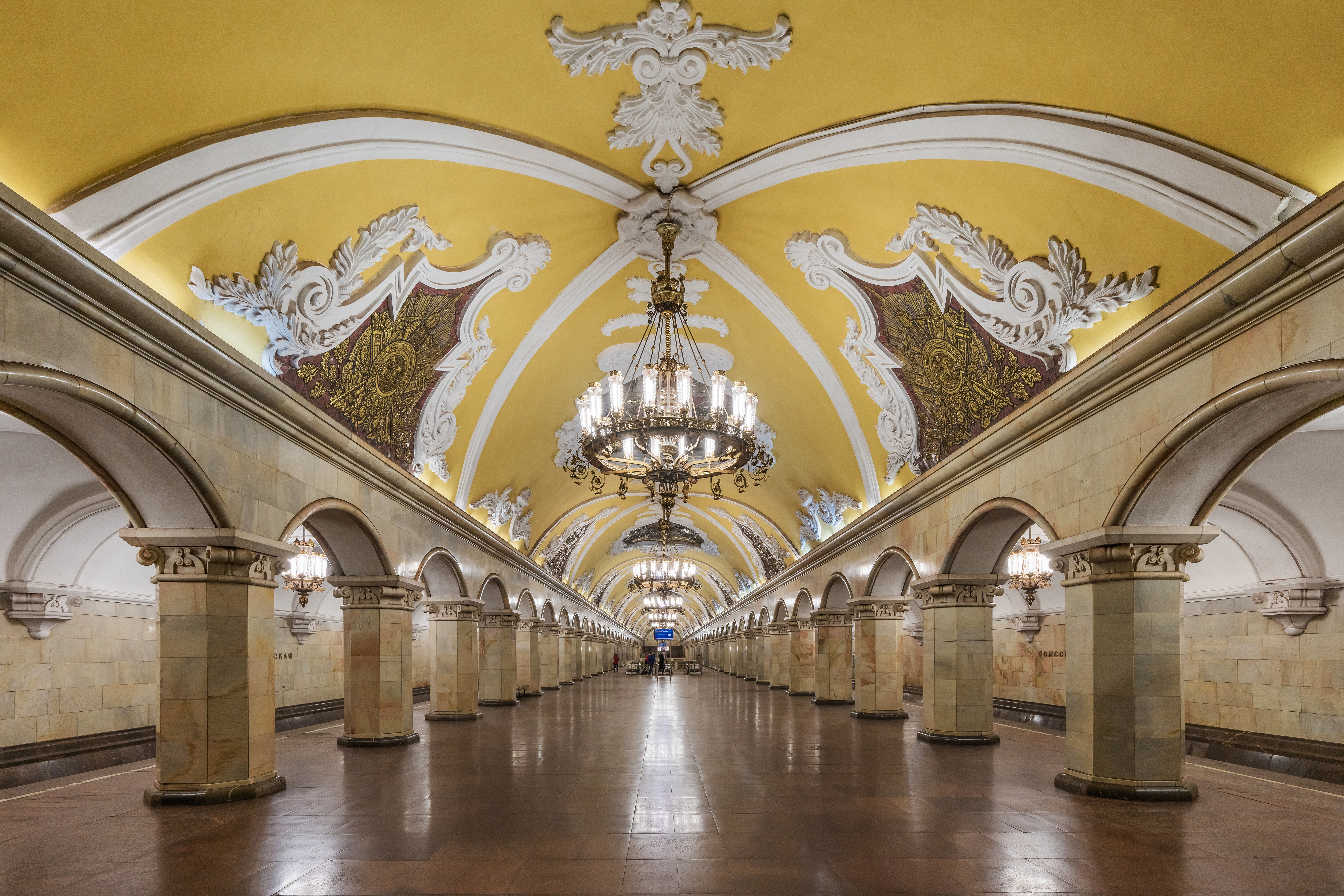
Станція «Комсомольська»
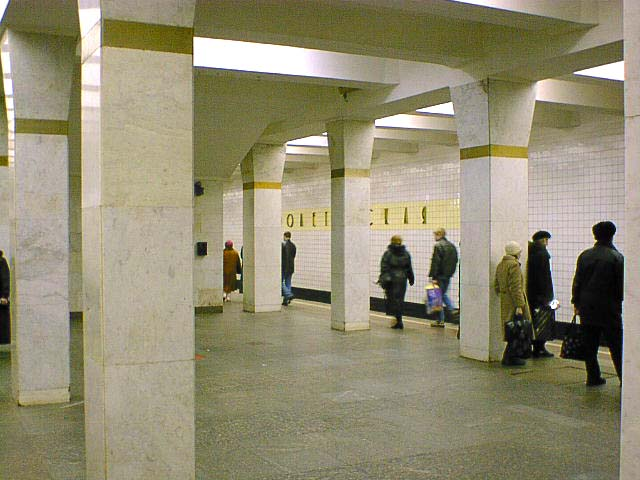
Станція «Пролетарська»
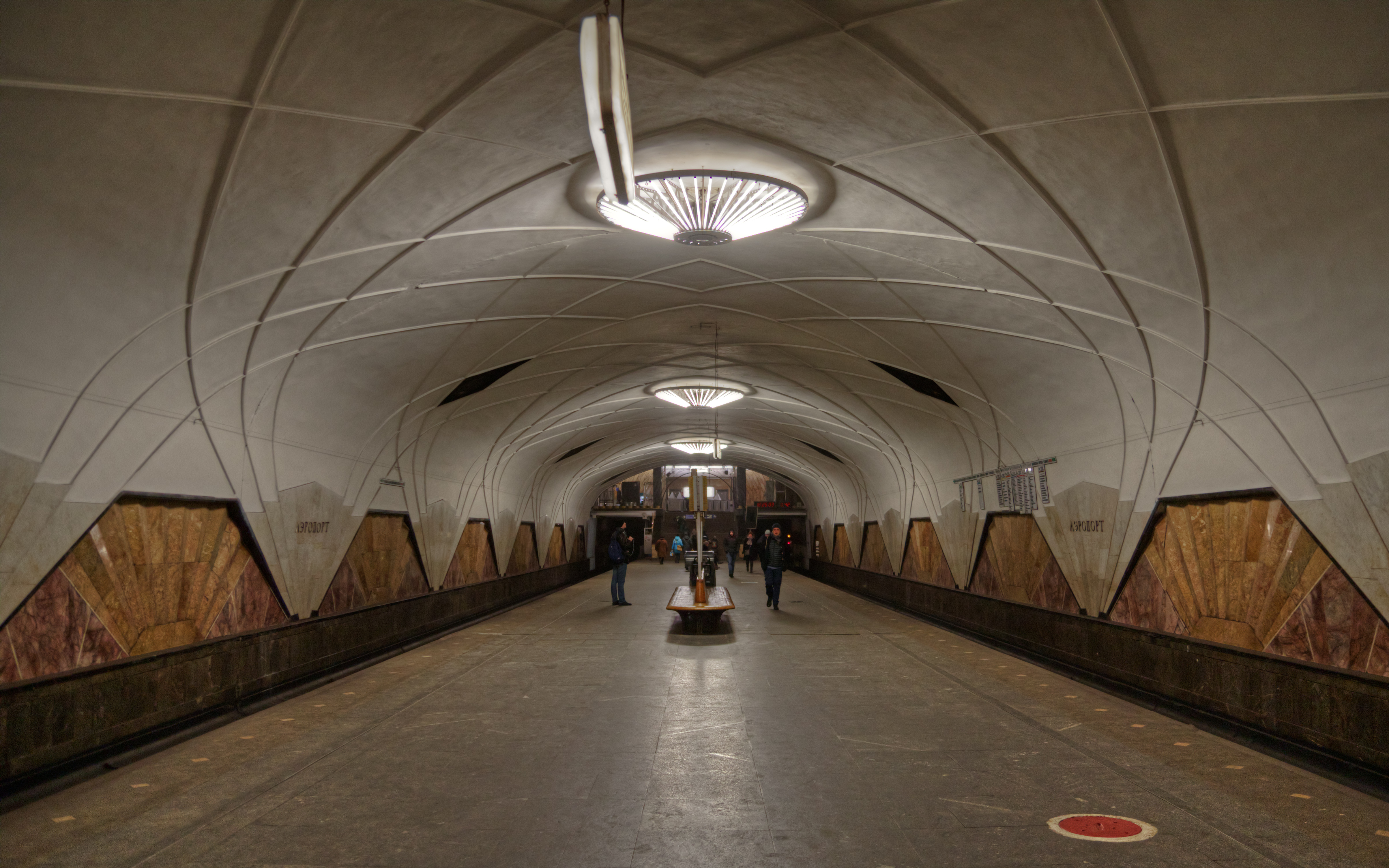
Станція «Аеропорт»
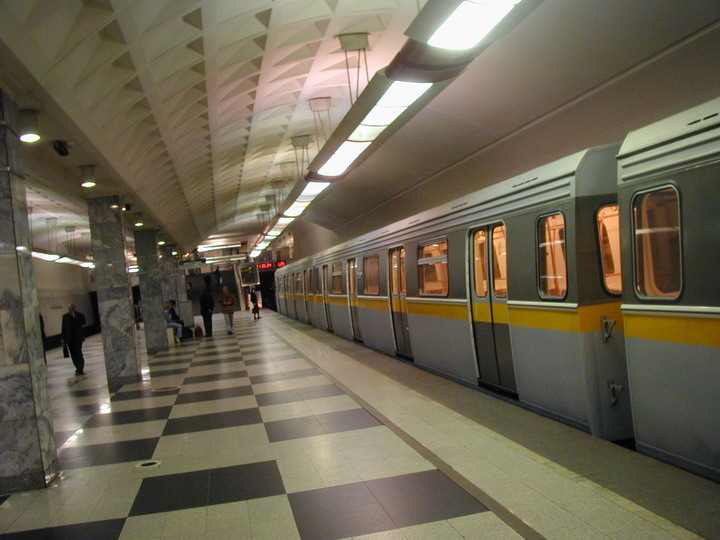
Станція «Братиславська»